# Sifferbo
Sifferbo è un'area urbana della Svezia situata nel comune di Gagnef, contea di Dalarna.
La popolazione rilevata nel censimento 2010 era di 414 abitanti .